# The Devil's Wheel
The Devil's Wheel è un film muto del 1918 diretto da Edward J. Le Saint.

## Trama
De Guise, che vuole impadronirsi di un sistema in possesso del marchese de Montfort che gli permetterebbe di vincere alla roulette, uccide il marchese e rapisce Blanche, la figlia della sua vittima. La ragazza, che è svenuta, viene presa da il "Cervo", il capo della malavita parigina, dopo che questi ha messo fuori combattimento de Guise. Quando si risveglia, Blanche non ha più memoria del passato e, ignara, inizia una nuova vita con il Cervo. Usando il sistema di Montfort, i due mettono insieme una fortuna che permette loro di entrare a far parte della società parigina più esclusiva. Quando rivede de Guise, Blanche lo pugnala. Viene arrestata ma poi è sottoposta a un'operazione che le sblocca la memoria e le fa ricordare ciò che è accaduto. De Guise, che si è ripreso, rapisce nuovamente la ragazza che verrà salvata dal Cervo. Deciso a diventare onesto, l'uomo troverà la sua felicità a fianco di Blanche.

## Produzione
Il film fu prodotto dalla Fox Film Corporation.

## Distribuzione
Distribuito dalla Fox Film Corporation, il film uscì nelle sale cinematografiche USA il 17 marzo 1918.
Copia della pellicola viene conservata negli archivi del Museum of Modern Art.